# Karen Piepenbrink
Karen Piepenbrink (* 15. August 1969 in Bremen) ist eine deutsche Althistorikerin.
Karen Piepenbrink legte ihr Abitur 1989 am Alten Gymnasium in Bremen ab und begann anschließend an der Universität Freiburg ein Lehramtsstudium der Fächer Latein und Geschichte. 1995 legte sie das erste Staatsexamen ab, es folgte von 1996 bis 1999 ein Promotionsstudium. 1999 promovierte sie in Freiburg bei Jochen Martin mit der Arbeit Politische Ordnungskonzeptionen in der attischen Demokratie des vierten Jahrhunderts v. Chr. Eine vergleichende Untersuchung zum philosophischen und rhetorischen Diskurs. Danach wurde Piepenbrink Wissenschaftliche Mitarbeiterin am Lehrstuhl Kai Brodersens an der Abteilung Alte Geschichte der Universität Mannheim.
In Mannheim erfolgte 2005 die Habilitation mit der Arbeit Christliche Identität und Assimilation in der Spätantike. Probleme des Christseins in der Reflexion der Zeitgenossen und die Verleihung der Venia legendi. Ein einjähriger Auslandsaufenthalt führte sie dank eines Feodor Lynen-Forschungsstipendiums der Alexander-von-Humboldt-Stiftung an die State University of New York in Buffalo, wo sie als Research Assistant Professor lehrte. 2007 erfolgte in Mannheim die Ernennung zur Akademischen Rätin auf Zeit, wenig später im selben Jahr zur außerplanmäßigen Professorin. 2008/09 lehrte sie als Vertreterin einer Hochschuldozentur in Freiburg. Von 2009 bis 2011 war sie Vertretungsprofessorin für Alte Geschichte an der Universität Mannheim. Seit Oktober 2011 hatte sie eine Vertretung der Professur für Alte Geschichte an der Universität Gießen inne; seit April 2012 lehrt sie als W2-Professorin für Alte Geschichte in Gießen.
Piepenbrink beschäftigt sich vor allem mit der Geschichte des antiken Christentums, insbesondere mit Konstantin dem Großen und dessen Beziehung zum Christentum, mit Mentalitäts- und Ideengeschichte in der Antike sowie historischen Aspekten der antiken Philosophie.

## Schriften (Auswahl)
- Politische Ordnungskonzeptionen in der attischen Demokratie des vierten Jahrhunderts v. Chr. Eine vergleichende Untersuchung zum philosophischen und rhetorischen Diskurs (= Historia Einzelschriften. Band 154). Steiner, Stuttgart 2001, ISBN 3-515-07848-7.
- Konstantin der Große und seine Zeit (= Geschichte kompakt). Wissenschaftliche Buchgesellschaft, Darmstadt 2002, ISBN 3-534-15499-1.
- Antike und Christentum (= Geschichte kompakt). Wissenschaftliche Buchgesellschaft, Darmstadt 2002, ISBN 3-534-06043-1.
- als Hrsg.: Philosophie und Lebenswelt in der Antike. Wissenschaftliche Buchgesellschaft, Darmstadt 2003, ISBN 3-534-17041-5.
- Christliche Identität und Assimilation in der Spätantike. Probleme des Christseins in der Reflexion der Zeitgenossen (= Studien zur Alten Geschichte. Band 3). Verlag Antike, Frankfurt/Main 2005, ISBN 3-938032-06-5.
- Das Altertum (= Grundkurs Geschichte). Kohlhammer, Stuttgart 2006, ISBN 3-17-018971-9.
- Die Rhetorik des Aristoteles und ihr Verhältnis zum historischen Kontext (= Historia Einzelschriften. Band 261). Franz Steiner, Stuttgart 2020, ISBN 978-3-515-12564-2.